# Səadət Sarayı

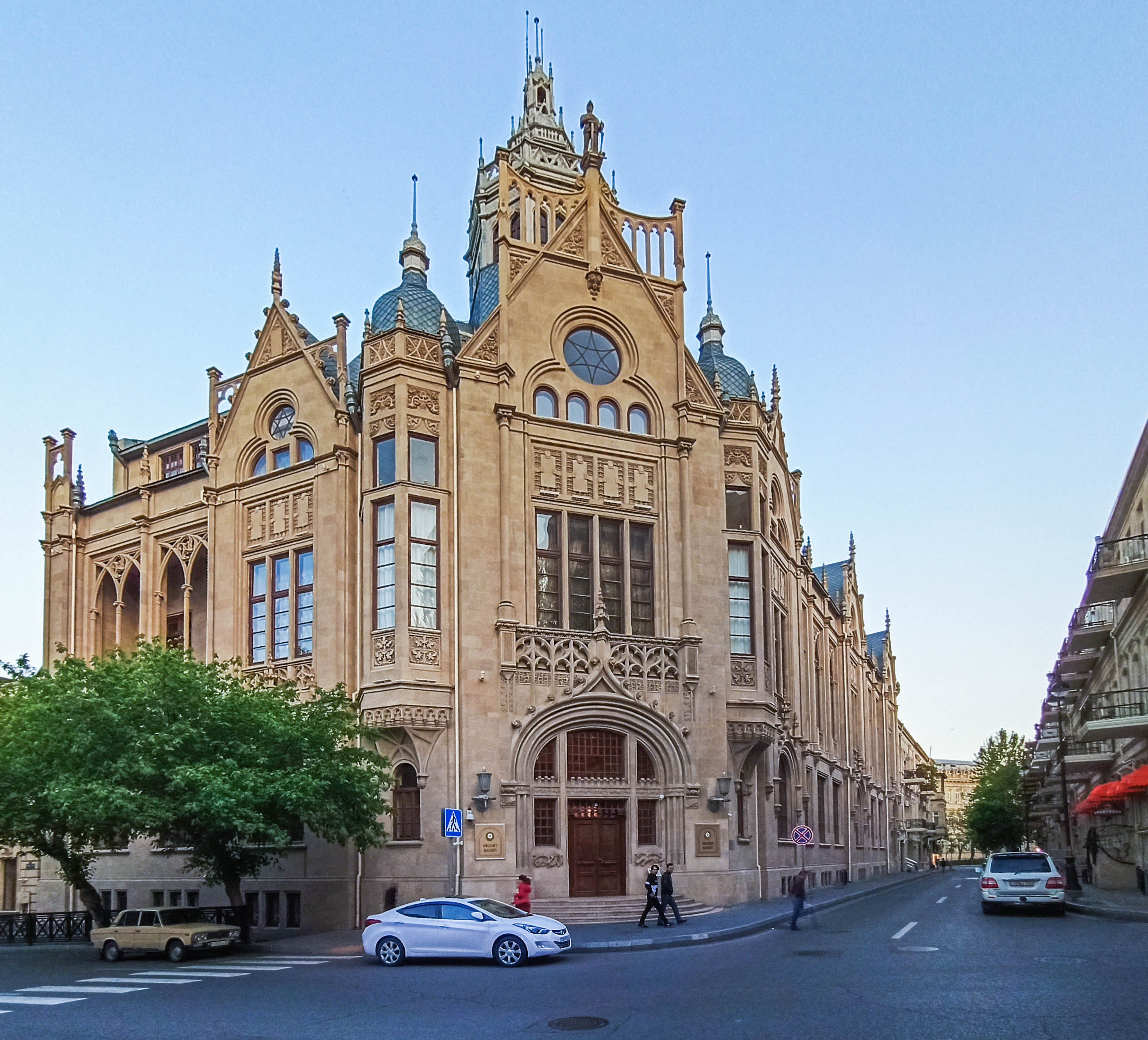
Səadət sarayı, 2020

Səadət Sarayı (deutsch Der Palast des Glücks), derzeit auch Palast der Eheschließung und früher Muxtarov-Palast genannt, ist ein historisches Gebäude im Zentrum von Baku, Aserbaidschan, das Anfang des 20. Jahrhunderts im neugotischen Stil errichtet wurde. Der Autor des Palastprojekts ist der Architekt Józef Płoszko.

## Geschichtlicher Überblick

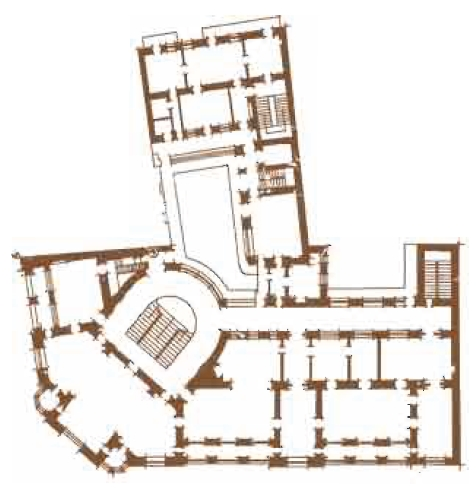
Plan des Palastes

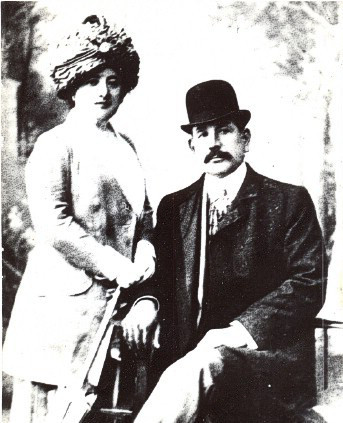
Murtuza Muxtarov mit seiner Frau Liza Muxtarova

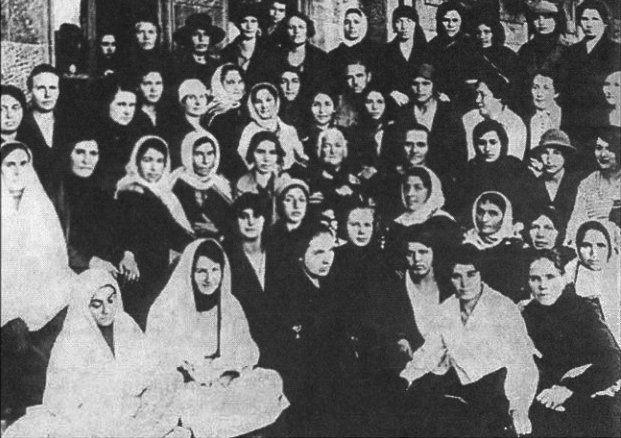
Clara Zetkin zusammen mit den Mitgliedern des Əli Bayramov-Frauenklubs

Das Gebäude wurde von dem aserbaidschanischen Ölbaron Murtuza Muxtarov für seine Frau Liza Muxtarova gebaut. Entworfen wurde es von dem polnischen Architekten Józef Płoszko, der zu Beginn des 20. Jahrhunderts auch mehrere andere historische Gebäude in Baku baute.
Das Paar lebte noch bis zum 28. April 1920 in dem Palast, als die Bolschewiken Aserbaidschan besetzten. Beim Betreten des Gebäudes wurden drei russische Offiziere von Muxtarov selbst erschossen, woraufhin er Selbstmord beging. Im Jahr 1922 erlaubten die sowjetischen Behörden die Nutzung des Gebäudes durch die neu gegründete Frauenorganisation, den Əli-Bayramov-Frauenklub, der Frauen neben kulturellen und Freizeitaktivitäten auch eine Reihe von Berufsausbildungen und Schulungen anbot. Später wurde es zum Shirvanshahs-Museum umfunktioniert. Während des Bestehens der Aserbaidschanischen SSR wurde der Palast als Palast der Heiratsregistrierung genutzt.  Am 2. August 2001 wurde das Gebäude durch einen Beschluss des Ministerkabinetts von Aserbaidschan in die Liste der historischen und staatlich bedeutsamen Gebäude aufgenommen und sollte als aserbaidschanisches Kulturdenkmal geschützt werden. Die Straße rechts vom Gebäude trägt den Namen von Murtuza Muxtarov. Am 5. Juli 2012 wurde das Gebäude nach einer umfassenden Renovierung und Restaurierung wiedereröffnet.

### Restaurierung
Die Restaurierungsarbeiten wurden von der Firma Creacon Construction im Auftrag des Ministerkabinetts der Republik Aserbaidschan und des Ministeriums für Jugend und Sport der Republik Aserbaidschan durchgeführt. Nach Angaben des Ministeriums wurden bei der Inspektion Risse im Keller und an den Fassadenwänden des Gebäudes festgestellt.
Das Gebäude wurde umgestaltet und in zwei Teile aufgeteilt. Der erste Teil ist für Geschäftstreffen konzipiert, der zweite Teil für eine Hochzeitszeremonie. Bei den Reparatur- und Restaurierungsarbeiten wurden die Farbschichten im Inneren des Gebäudes wieder in ihren ursprünglichen Zustand versetzt. Die dekorativen Elemente an den Wänden und Decken wurden restauriert, die beschädigten Elemente wurden unter Berücksichtigung der vorhandenen Muster wiederhergestellt und schließlich mit fünf verschiedenen Lackfarben und Goldlack gestrichen. Während der Restaurierungsarbeiten wurden mehr als 12 500 dekorative Elemente im Inneren des Gebäudes restauriert. Der Boden und die Wände sind mit Mosaikmarmor und Parkett belegt, und die Geländer bestehen aus Metallgewebe.
Am 5. Juli 2012 wurde der Palast nach seiner Restaurierung eingeweiht.

## Bilder

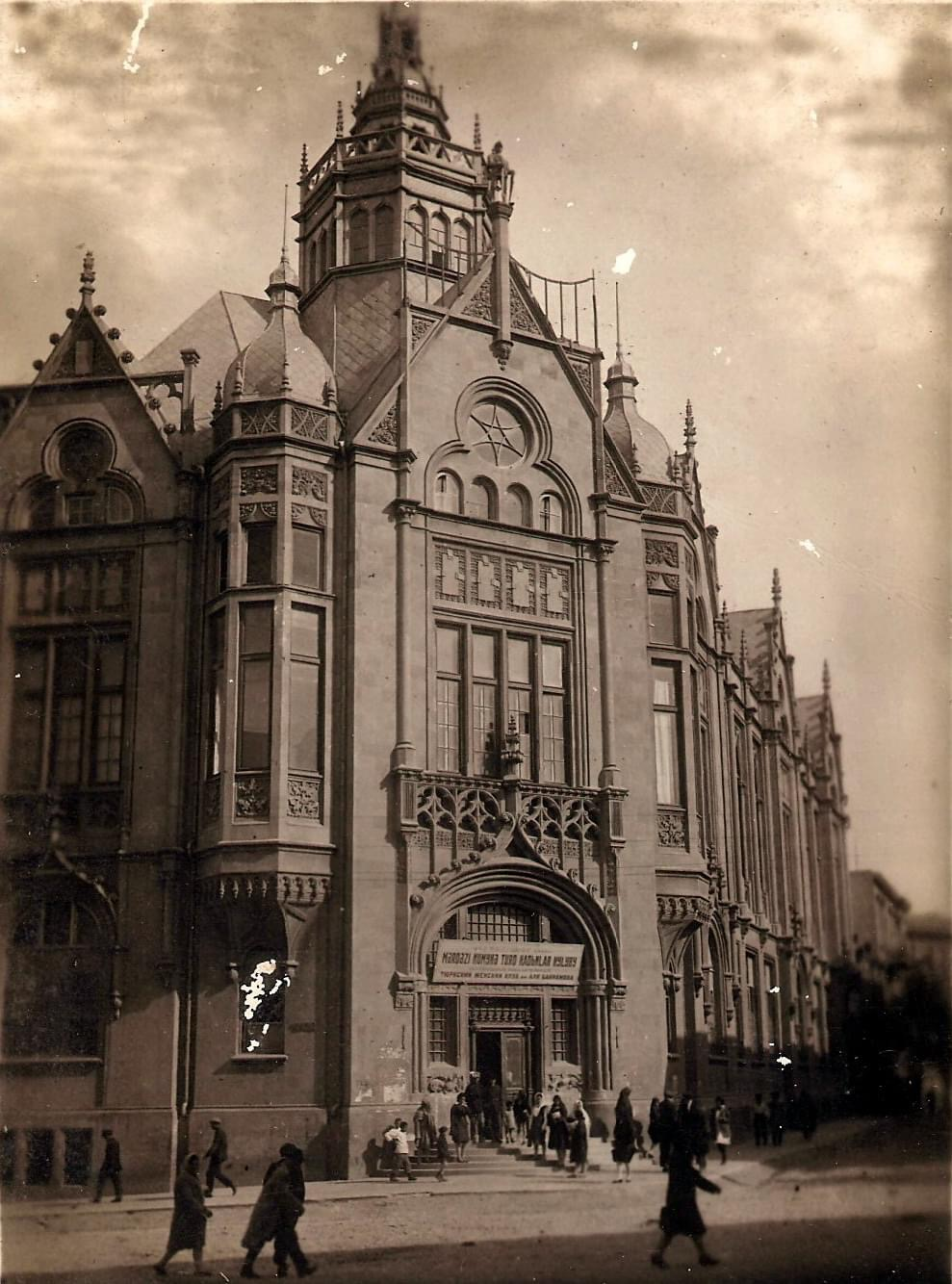
Səadət sarayı, 1920
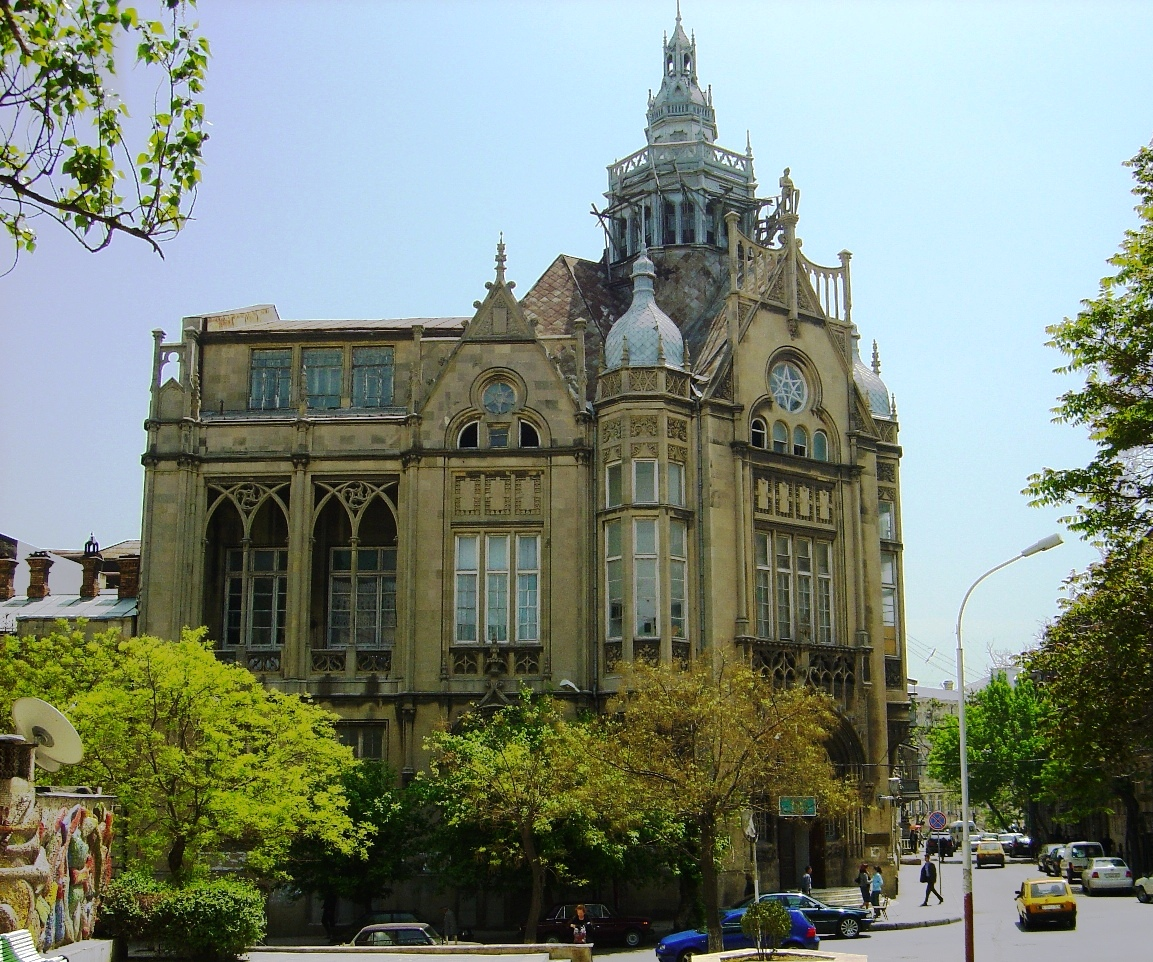
Səadət sarayı, 2006
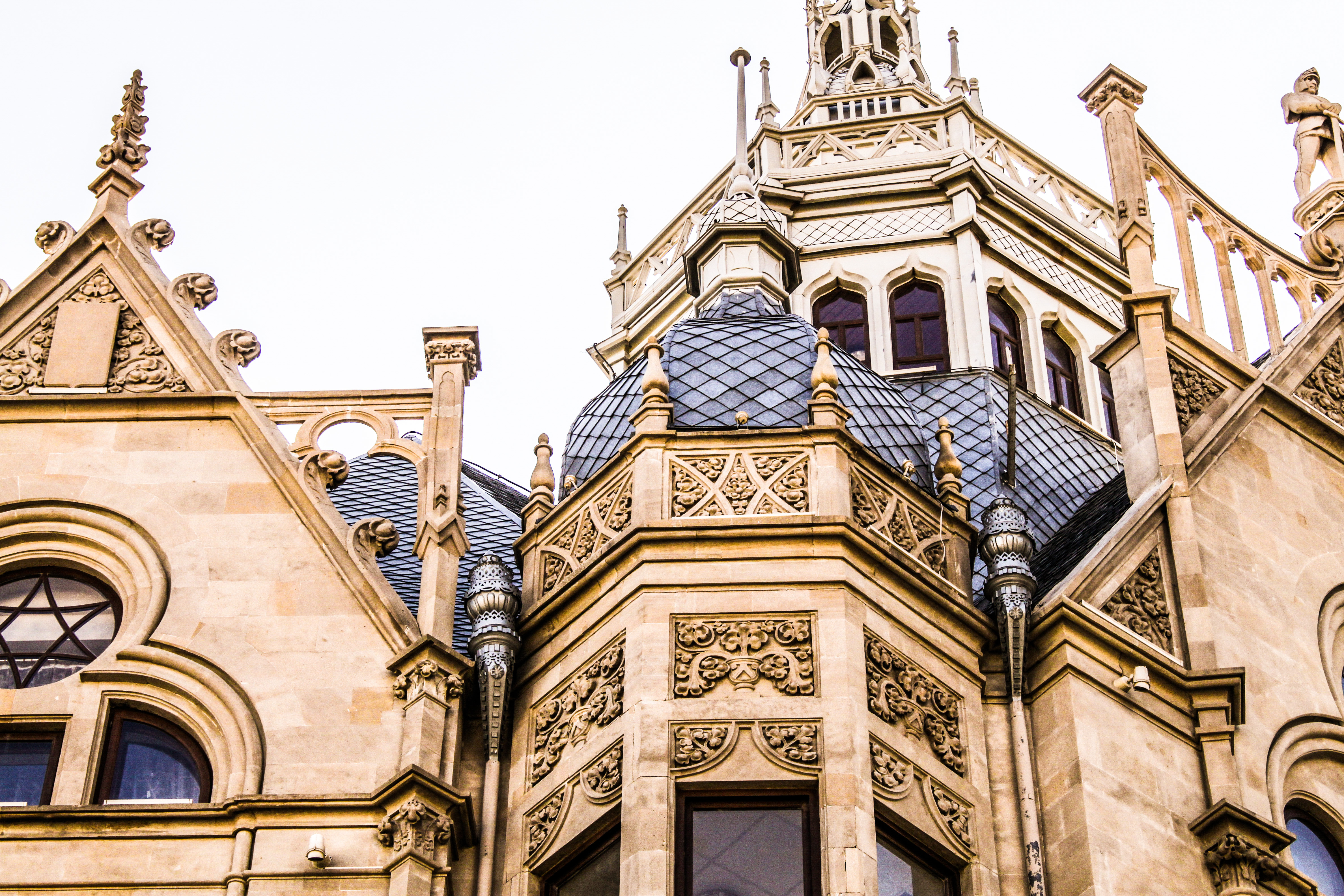
Səadət sarayı, 2015
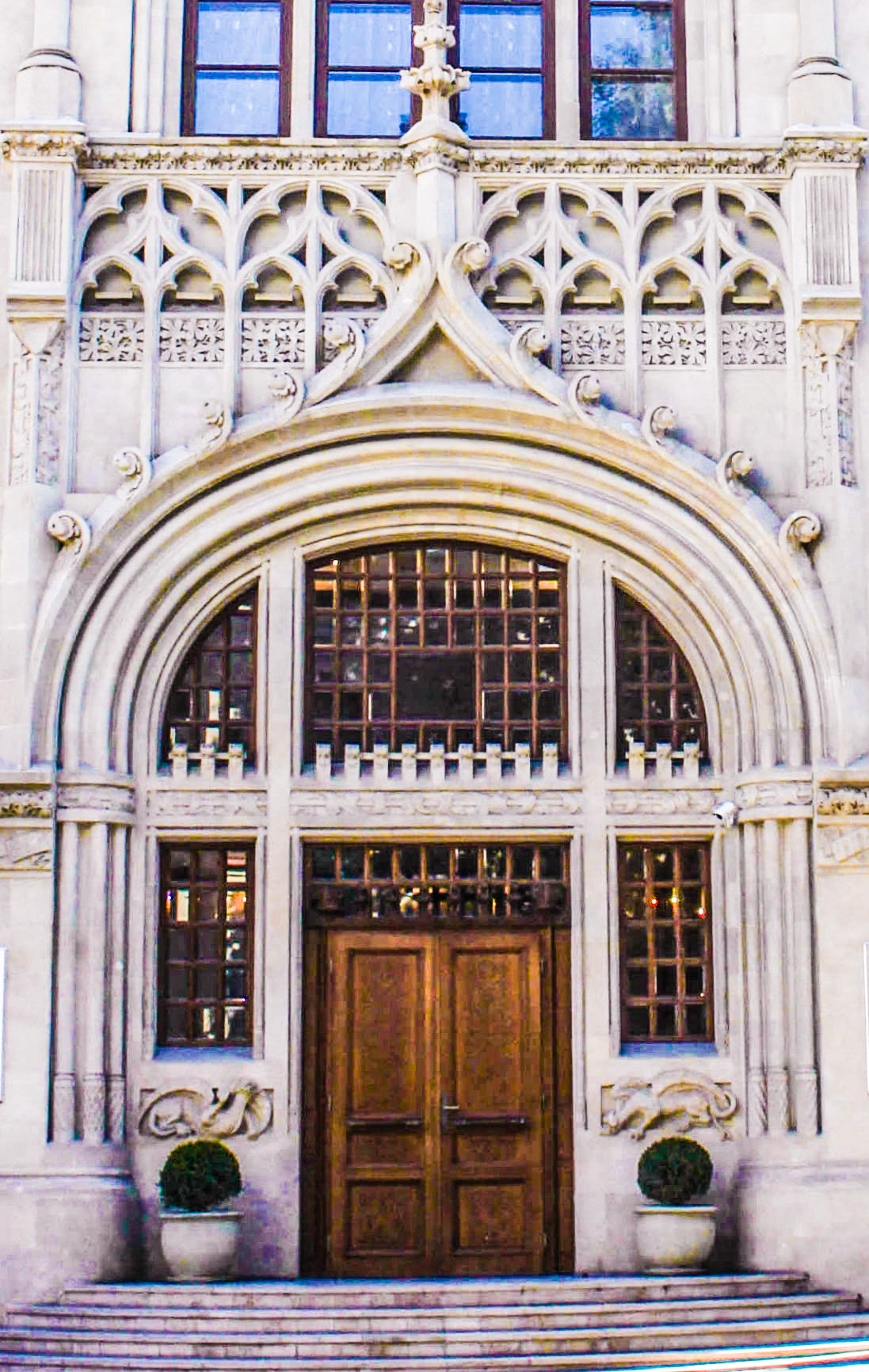
Eingang, 2015
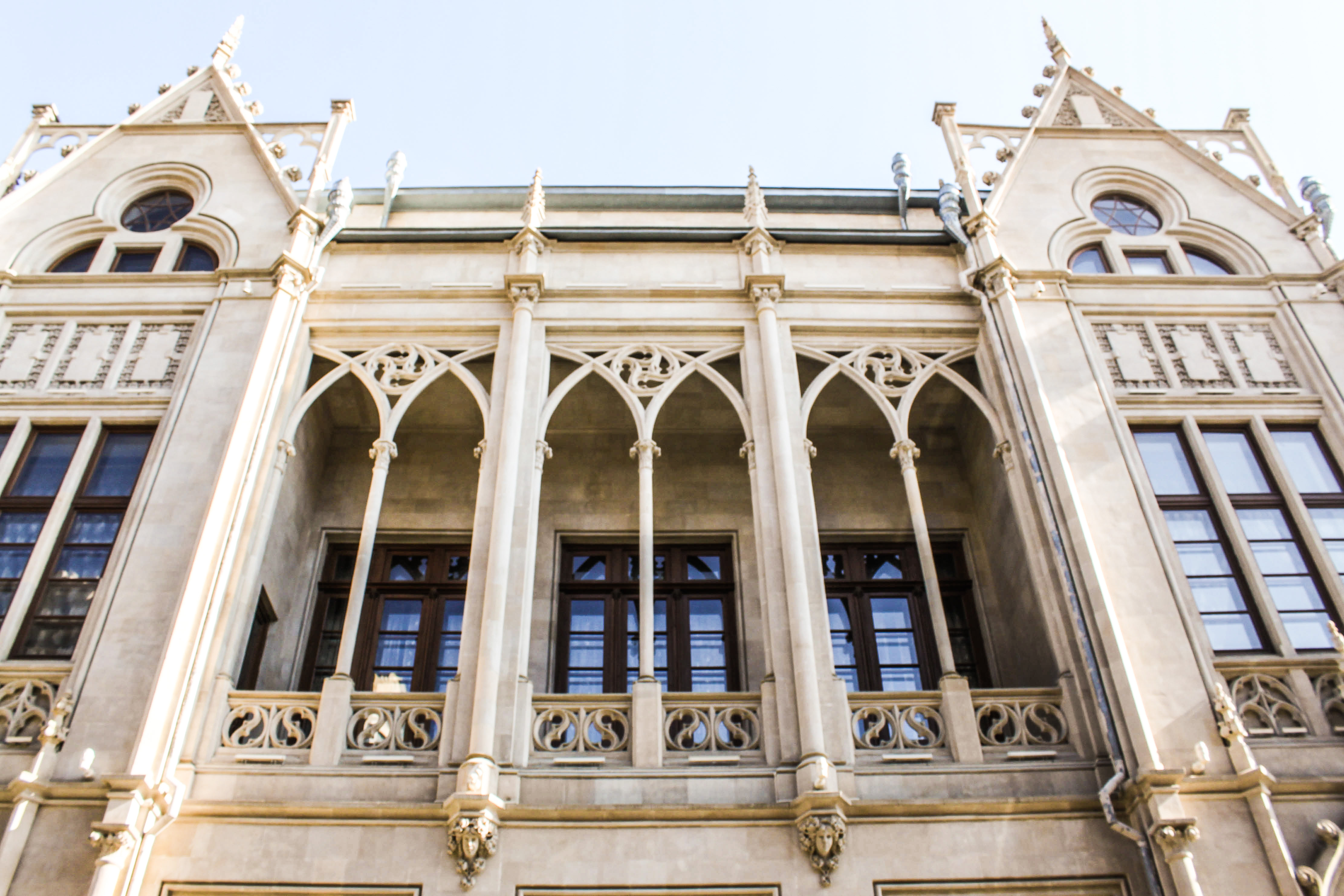
Fassade, 2015
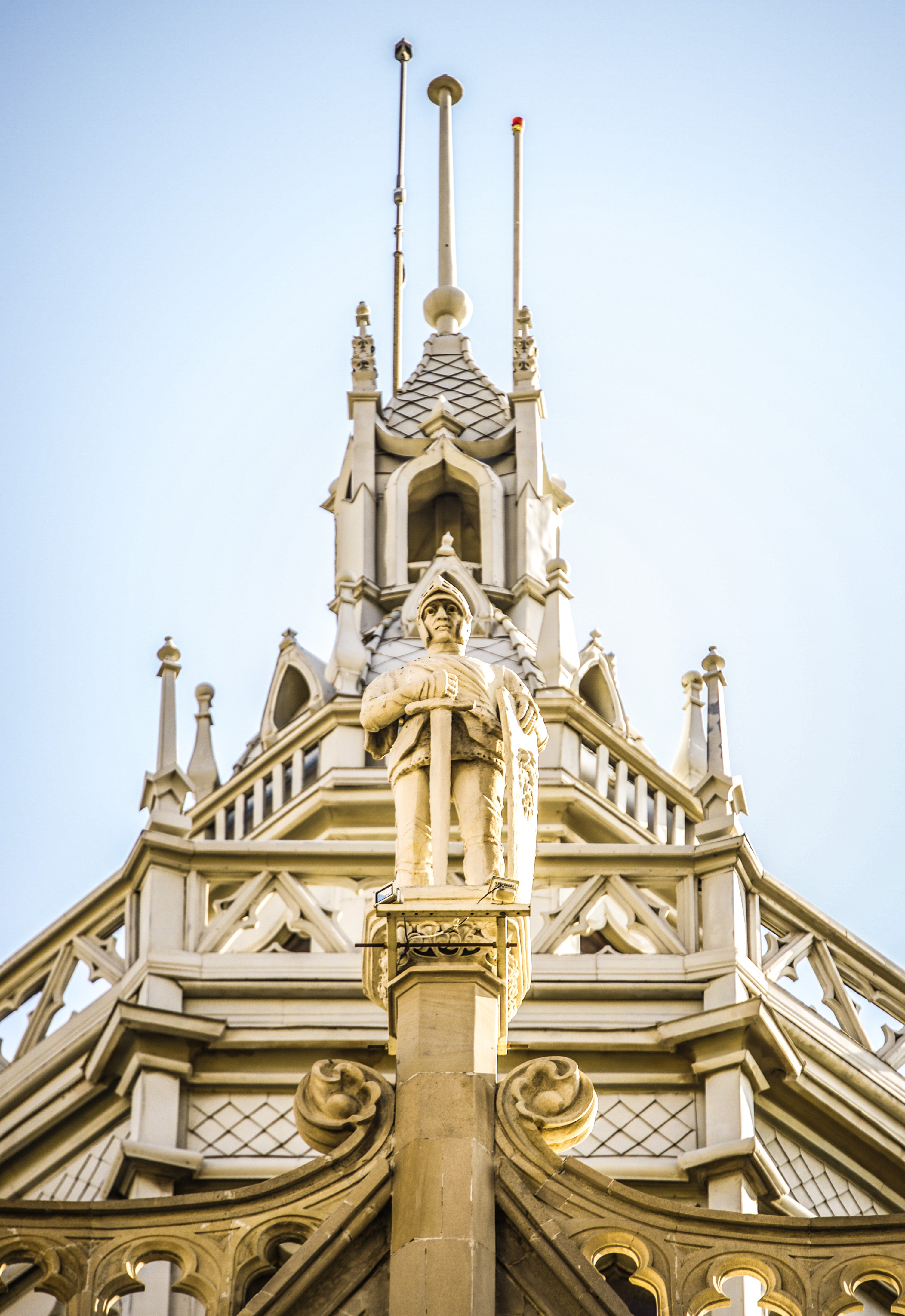
Dachreiter, 2015
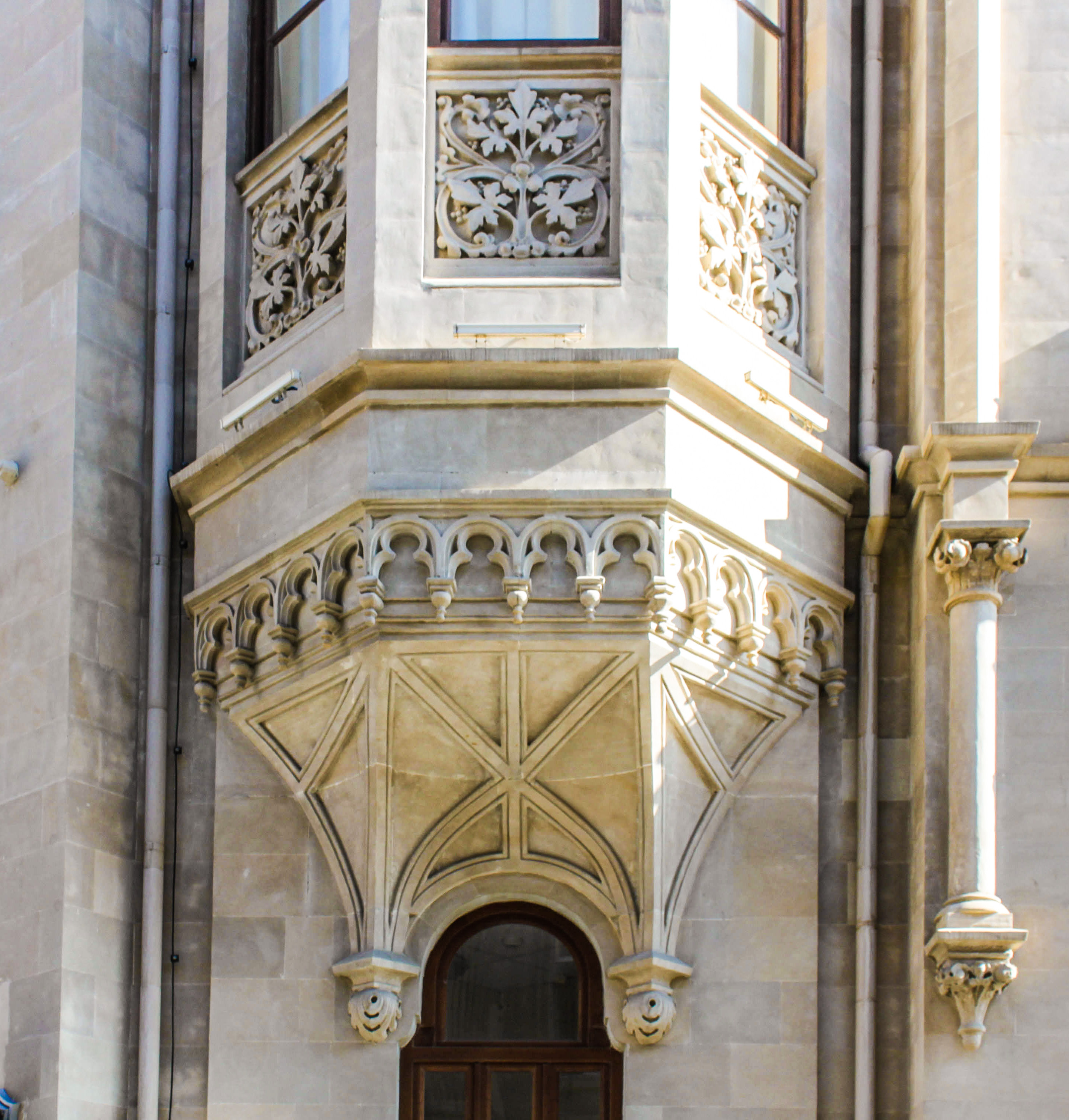
Fassade, 2015
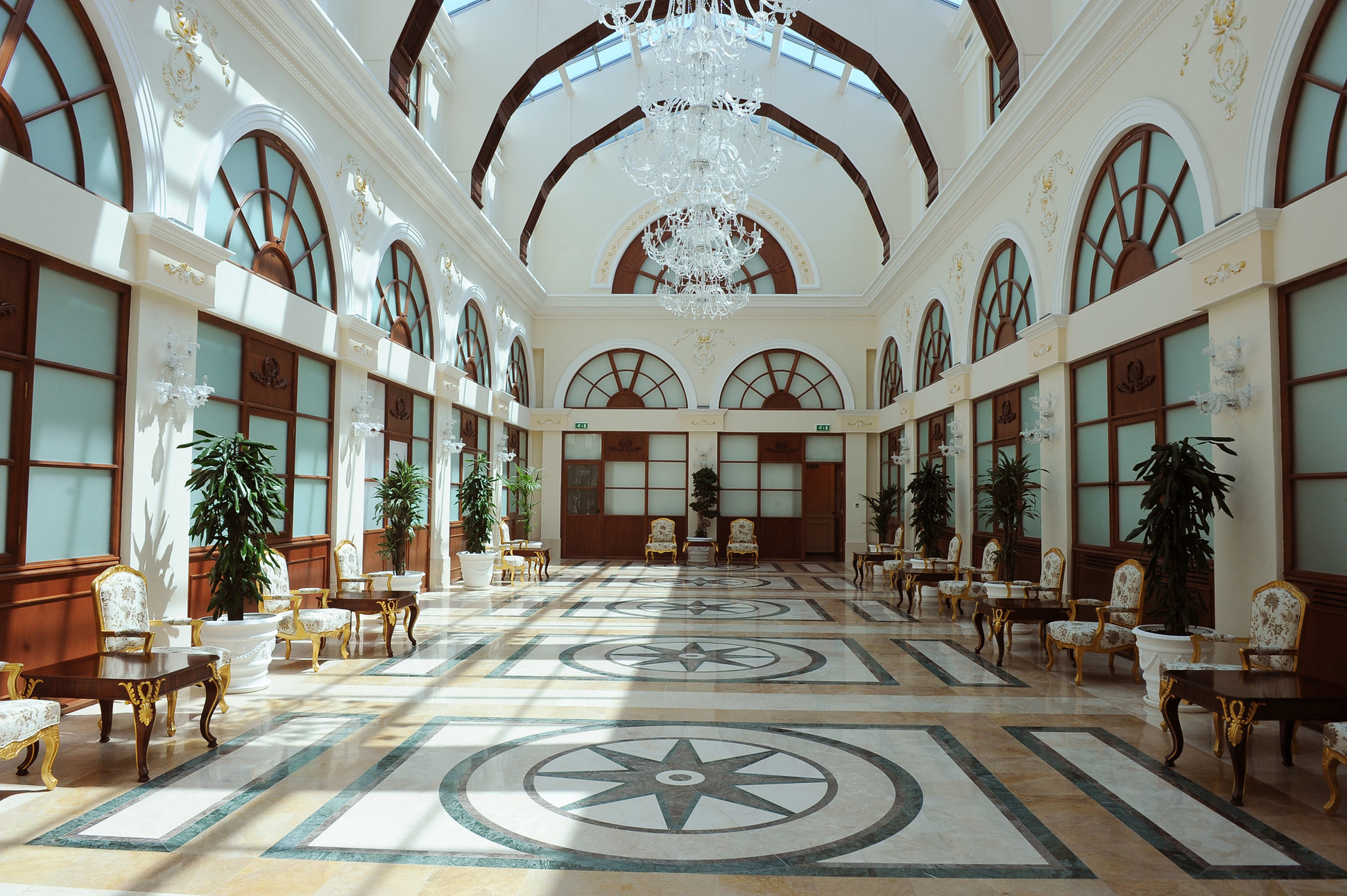
Interieur, 2012
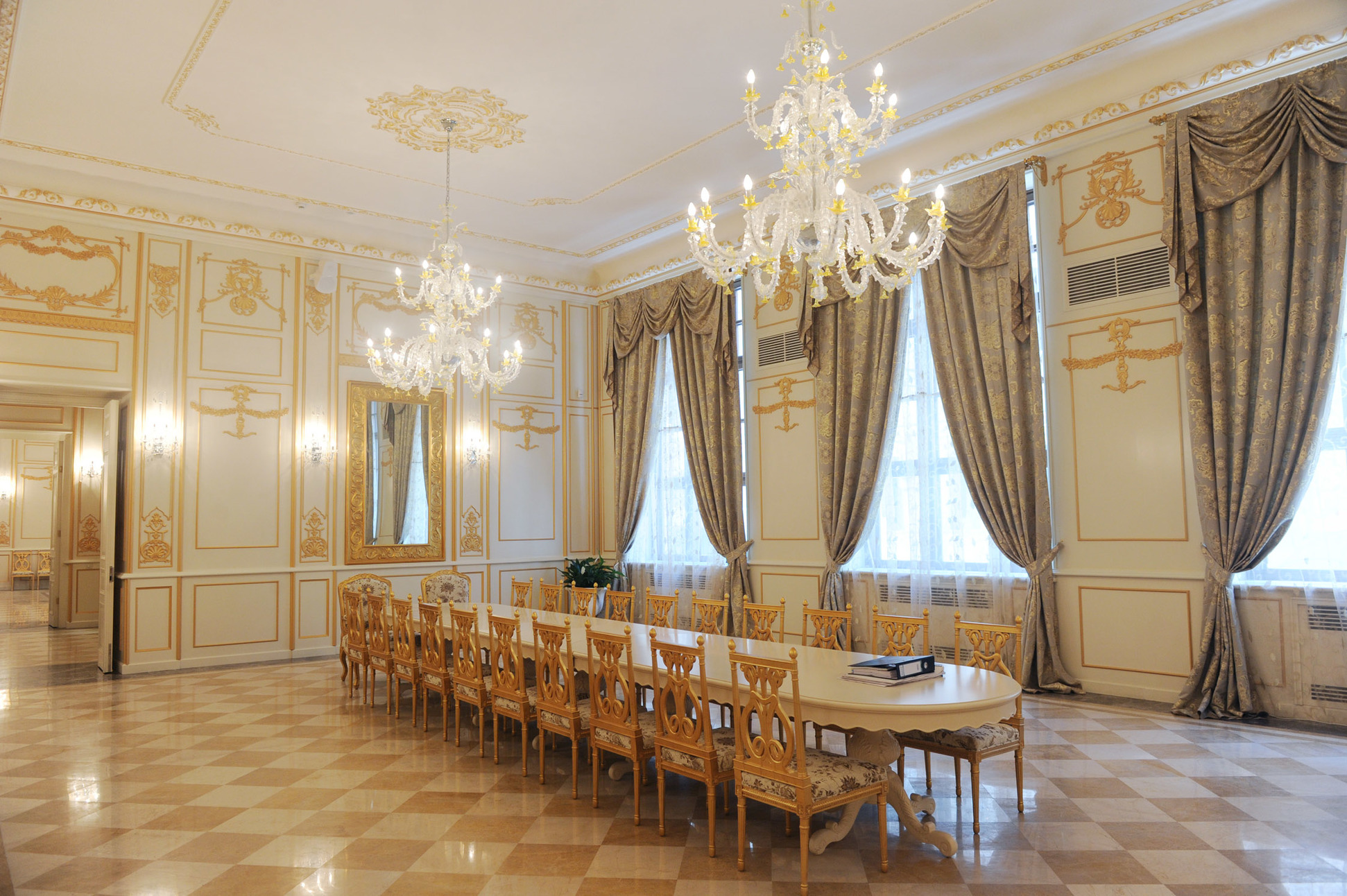
Interieur, 2012